# Yueqing
Yueqing, tidigare känt som Yotsing, är en stad på häradsnivå som lyder under Wenzhous stad på prefekturnivå  i Zhejiang-provinsen i östra Kina. Den ligger omkring 240 kilometer söder om provinshuvudstaden Hangzhou. 
Yueqing är belägen mellan Wenzhou i sydväst och Taizhou i nordost, och har kust mot Östkinesiska havet. Befolkningen uppgick till 1 162 765 invånare vid folkräkningen år 2000, varav 175 800 invånare bodde i huvudorten Yuecheng. Andra större orter inom stadshäradet är (med invånare 2000) Liushi (161 295), Hongqiao (124 876) och Beibaixiang (118 597). Yueqing var år 2000 indelat i 21 köpingar (zhèn) och 10 socknar (xiāng).
På grund av att det första kinesiska tecknet i stadens namn har två uttal är det inte ovanligt att Yueqing felstavas "Leqing".